# グロールフィンデル
グロールフィンデル（Glorfindel）は、中つ国を舞台とした小説、『指輪物語』、『シルマリルの物語』、『中つ国の歴史』の登場人物。第一紀にはトゥアゴンに仕え、第三紀にはエルロンドに仕えたノルドール・エルフの貴人であり、指輪の幽鬼さえ退ける剛勇で知られる。
かれの名は、シンダール語で「金髪」を意味する。

## 第一紀
グロールフィンデルはトゥアゴンに仕えたノルドールの大将であり、かれとともにアマンからベレリアンドへと渡った上のエルフである。ゴンドリンにおいては、十二家の一つ、金華家（the House of the Golden Flower)の宗主だった。

### ニアナイス・アルノイディアド
グロールフィンデルはニアナイス・アルノイディアド（涙尽きざる合戦）にトゥアゴンと共に出陣した。フィンゴンが倒れ、ノルドールの上級王となったトゥアゴンの退却のおり、左右の側面を守ったのは泉のエクセリオンとグロールフィンデルだった。

### ゴンドリンの没落
モルゴス軍にゴンドリンが包囲されると、グロールフィンデルはトゥオル率いるゴンドリンの残党とともに、イドリルの秘密の通路を通って脱出した。一行はキリス・ソロナスでモルゴス軍の見張りと遭遇し、グロールフィンデルはバルログと激しく戦い、ともに絶壁を落ちた。救援に来た大鷲たちの王ソロンドールがかれの体を谷底から運び上げると、一行は山道の傍らにかれを埋葬した。

## 復活と中つ国への帰還
『シルマリルの物語』に登場する第一紀のグロールフィンデルと、『指輪物語』に登場する第三紀のグロールフィンデルを結びつける記述は作中にはない。トールキンは『指輪物語』の初期の原稿で、グロールフィンデルに、「ゴンドリンの先祖」について語らせているが、この記述は作品に反映されなかった。トールキンはのちの著述で、「グロールフィンデルは死後マンドスの館を出て、マンウェに再び体を授けられた」、と記して、様々な考察をめぐらせている。
帰還の時期として、「サウロンがエルダールへの誘惑を開始した第二紀の1200年ごろ」や、より可能性の高い時期として、「バラド＝ドゥーアと一つの指輪が完成した1600年ごろ、モリネフタールとローメスターモとともに」、また「第三紀にガンダルフとともに来た」、といった案が検討されていた。

## 第三紀
その自己犠牲によって「ノルドールの叛乱」の罪を許されたグロールフィンデルは、再び肉体を与えられ、力を強めるサウロンの勢力に苦しむエルダールへの助力として、中つ国へと送り出された。

### 予言
第三紀の1975年、ゴンドールのエアルニル王は、息子のエアルヌアを艦隊とともに北方へと派遣し、艦隊はリンドンについた。リンドンのキーアダンはかれに従うものを集め、その全勢力とゴンドール軍とで、フォルノストのアングマール軍を討った。アングマールの魔王は敗残兵を集めてアングマールへと逃げ去ろうとしたが、追いついたエアルヌア率いる騎兵部隊とグロールフィンデル率いる裂け谷の軍勢にはさまれ、アングマール軍は全滅した。その時アングマールの魔王は黒い馬にまたがってあらわれ、遺恨を晴らすため、恐ろしい叫び声をあげてエアルヌアを攻めようとした。しかしエアルヌアの乗馬は魔王の叫びを恐れて、エアルヌアを乗せたまま遠くへ走り去った。魔王は笑ったが、グロールフィンデルがかれを追うと、逃走した。戻ってきたエアルヌアは魔王を追おうとしたが、グロールフィンデルはこれをとどめ、「魔王は人間の男の手では討たれない」と告げた。

### 大いなる年3018年
ホビット庄のフロド・バギンズが持つ魔法の指輪こそが、サウロンの一つの指輪であることが判明した。バギンズの名はサウロンの知るところとなり、力を蓄えたサウロンは、中つ国の各地で行動を起こし始めた。フロド･バギンズは3人の仲間とともに裂け谷へと旅立ち、ブリー村でアラゴルンと出会った。アラゴルンとホビットたちはナズグールに追われ、裂け谷への道は困難に満ちていた。

#### 10月
9日
フロド一行の危機の知らせを（おそらくギルドールから）受けた裂け谷の領主エルロンドは、ナズグールの脅威からかれらを救うべく、裂け谷のエルフのなかからナズグールに抵抗しうるものを送り出した。グロールフィンデルは東街道をまかされた。
11日
裂け谷から東街道を西へと向かったグロールフィンデルは、ミスエイセル橋（果野橋）で三人のナズグールと遭遇したが、指輪の幽鬼は西へと逃走した。かれは自らのしるしとして緑柱石（ベリル）を橋に残した。西に向かったかれは、さらに二人の幽鬼（アングマールの魔王とハムール）を追い払う。
13日
東街道を南に迂回していたため、グロールフィンデルとすれ違ったアラゴルン一行は、果野橋でベリルを見つけ、安全のしるしと信じて通過する。
16日
アラゴルン一行の足跡を見つけたグロールフィンデルは、東に向かい果野橋を渡る。
18日
夕暮れどきに野宿の準備をしていたアラゴルンの一行に追いつく。ナズグールの短剣により傷ついたフロドの病状をみると、一刻の猶予もなしとして、グロールフィンデルはかれの馬アスファロスのあぶみをフロドに合わせ、乗るようにフロドを説き伏せた。かれは一行の休息を許さず、夜明けまで街道を進ませたのち、自らを不寝番として一行を休ませた。
19日
5時間に満たない睡眠のあと一行を目覚めさせたグロールフィンデルは、かれらにエルフの飲み物を与え、夜まで歩かせた。
20日
ブルイネンの浅瀬にたどりついた一行は、ナズグールたちの挟み撃ちにあう。グロールフィンデルに逃げるように命ぜられたアスファロスは、ナズグールをかわして浅瀬を渡りきる。馬上のフロドを追ってブルイネンの浅瀬を渡ろうとした三人のナズグールは、エルロンドが起こした大水により押し流され、残る六人はグロールフィンデルとアラゴルン一行によって川へ落とされた。フロドは意識を失う。
24日
エルロンドの治療によりフロドが目覚める。エルロンドはブルイネンの浅瀬での勝利を祝って宴会を催し、グロールフィンデルも出席した。
25日
エルロンドの会議がひらかれた。各地に住む自由の民の代表たちの前で、一つの指輪の来歴が明らかにされ、今後の処遇が検討された。グロールフィンデルは、指輪をヴァリノールに送るか、破壊すべしと提案したが、エルロンドは一つの指輪の問題は中つ国に属するとし、モルドールの火の山へと運び破壊するべし、と告げた。

### 大いなる年3019年
3月15日
ペレンノール野の合戦。アングマールの魔王は傷を負ったローハンの王セオデンに止めを刺すため、怪鳥とともに戦場に舞い降りたが、かれの前に騎士デルンヘルムが立ちふさがった。魔王が、「魔王は男には討たれない」というグロールフィンデルの予言を口にして恫喝すると、デルンヘルムはその正体がセオデンの姪エオウィンであることを明かし、ホビットのメリーとともに魔王を滅ぼした。
5月1日
アラゴルンはアルノールとゴンドール両国の王として戴冠した。アラゴルンとアルウェンの婚礼のため、エルロンドはアルウェンと、グロールフィンデル、エレストールなど裂け谷家中の多くのものとともにゴンドールへと出発した。
6月の一のライズ（夏至の前日）
裂け谷の一行がゴンドールに到着した。
夏至
アラゴルンとアルウェンの婚礼。
9月21日
裂け谷一行の、裂け谷への帰還。